# System Center Data Protection Manager
 (septembre 2020).
Si vous disposez d'ouvrages ou d'articles de référence ou si vous connaissez des sites web de qualité traitant du thème abordé ici, merci de compléter l'article en donnant les références utiles à sa vérifiabilité et en les liant à la section « Notes et références ».
Pour les articles homonymes, voir DPM.
System Center Data Protection Manager (DPM) est un logiciel membre de la famille System Center de Microsoft, destiné à fournir des solutions de gestion des infrastructures. En particulier, DPM fournit une sauvegarde disque-à-disque en continu aux serveurs Windows en s’appuyant sur leur mécanisme de Shadow Copy.

## Vue d'ensemble
L'agent installé sur chaque machine « protégée » effectue une analyse des changements effectués et synchronise à intervalles réguliers ce qu’il protège avec la sauvegarde. S’appuyant sur le mécanisme de Shadow Copy, il requiert des applications qu’elles disposent d’un Writer (qui indique à DPM que les données sont dans un état cohérent) ce qui lui permet de sauvegarder des données à structure complexe de type base de données sans les démonter.
La restauration reprend la même logique, ce qui permet des temps de restauration réduits.

## Applications disposant d'un writer
- Windows Server 2003
- Windows Server 2008
- Exchange Server 2003 / SP2
- Exchange Server 2007
- SQL Server 2000 / SP4
- SQL Server 2005 / SP1 ou SP2.
- Windows SharePoint Services 3.0
- Microsoft Office SharePoint Server 2007
- Windows XP SP2
- Windows Vista (sauf Home)